# فخر الدين بن تيمية
مُحَمَّد بْن الخضر بْن مُحَمَّد بن علي بن عبد الله ابن تيمية الحراني، الفقيه المفسر، الخطيب الواعظ، فخر الدين، أَبُو عَبْد الله بن أَبِي القاسم: شيخ حران وخطيبها، كان عالمًا بالفقه، والحديث، والمذهب الحنبلي، وبعض الشعر والأدب. ولد فِي أواخر سنة 542 هـ، بحران وهو من أعيان آل تيمية وهو عم مجد الدين ابن تيمية.

## سيرته
هو الخطيب فخر الدين أبو عبد الله محمد بن أبي القاسم الخضر بن محمد بن الخضر بن علي بن عبد الله بن تيمية النميري الحراني الحنبلي المقري، ولد في مدينة حران في أواخر شهر شعبان سنة 542 هـ. يكنى أبو عبد الله، وله من الأبناء: عبد الله، وعبد الحليم، وعبد الغني، وبدرة.

### طلبه للعلم
قرأ القرآن وعمره عشر سنين قرأه على والده أبي القاسم، وقد سمع منه بن أخوه عبد السلام بن عبد الله، وسمع بحران من أبي النجيب السهروردي قدم عليهم. اشتغل في العلم وهو في صغره، حيث كان يتردد على فتيان بن مباح، وعلى ابنعبدوس وغيرهم.
ارتحل إلى بغداد وسمع بها الحديث النبوي من المبارك بن خضر، وابن البطي أبي الفتح، وسعد الله بن ألدجاجي، ويحيى بن ثابت، وأبي بكر بن النقور، وجعفر بن الدامغاني وغيرهم. وتفقه ببغداد على يد: أبي الفتح بن المنى ناصح الإسلام، وابن بكروس أحمد بن بكروس، وغيرهم. وقرأ عليه ابن الجوزي زاد المسير في التفسير، وسمع من ابن الجوزي كثير من مصنفاته وكتبه. وكان له حلقة تفسير في جامع حران يذهب إليها كل يوم، حتى فسر القرآن خمس مرات. سمع الحديث من شهدة بنت الأبري، وابن المقرب، وابن البطي. وأخذ العربية من أبي محمد بن الخشاب. روى عن: أبو الفتح محمد بن عبد الباقي بن البطي.
قال سبط ابن الجوزي: «كان ضنينًا بحران متى نبغ فيها أحد لا يزال وراءه حتى يخرجه منها ويبعده عنها ومات في خامس صفر من السنة المذكورة، وقال سمعته في جامع حران يوم الجمعة بعد الصلاة ينشد: 
»

### تلاميذه
أخذ العلم عَنِ الشيخ فخر الدين جَمَاعَة، مِنْهُم: ولده أَبُو مُحَمَّد عَبْد الغني خطيب حران، وابن اخيه الشيخ مجد الدين عَبْد السلام.
وسمع منه خلق كثير من الأئمة والحفاظ. مِنْهُم ابْن نقطة، وابن النجار، وسبط ابن الجوزي، وابن عبد الدائم. وَرَوَى عَنْهُ عَبْد الرَّحْمَنِ بْن محفوظ الرسعني وأبو عَبْد اللَّهِ بْن حمدان الفقيه، والأبرقوهي وحدث عنه الشهاب القوصي، وقال : قرأت عليه خطبه بحران، وحدث عن ابن الخشاب، والجمال يحيى بن الصيرفي، وعبد الله بن أبي العز، وأبو بكر بن إلياس الرسعني، والسيف بن محفوظ، وأبو المعالي الأبرقوهي، والرشيد الفارقي، وجماعة.

### وفاته
توفي في حران، توفي في صلاة العصر يوم الخميس لعشر أيام من شهر صفر وقيل إحدى عشر في سنة 622 هـ، وقيل سنة 621 هـ، وعمره 80 سنة.

## أقوال العلماء عنه
- قَالَ الناصح بْن الحنبلي: «انتهت إِلَيْهِ رياسة حران، وَلَهُ خطبة الجمعة، وإمامة الجامع، وتدريس المدرسة النورية، وَهُوَ واعظ البلد، وَلَهُ القبول من عوام البلد، والوجاهة عِنْدَ ملوكها، وَكَانَ فِي ملازمته التفسير والوعظ مَعَ الطريق الظاهرة الصلاح.»
- قال ابن خلكان: «ذكره محاسن بْن سلامة الحراني فِي تاريخ حران، وابن المستوفي فِي تاريخ أربل، فَقَالَ: لَهُ القبول التام عِنْدَ الخاص والعام. وَكَانَ بارعا فِي تفسير الْقُرْآن، وجميع العلوم لَهُ فِيهَا يد بيضاء.»
- قَالَ ابْن نقطة: «شيخ ثقة فاضل، صحيح السماع مكثر، سمعت منه بحران فِي المرتين وَقَالَ ابن النجار: سمعت منه ببغداد وحران، وَكَانَ شيخًا فاضلًا، حسن الأخلاق، متوددًا، صدوقًا، متدينًا».
- قَالَ ابْن الساعي: «هُوَ موصوف بالفضل والدين».
- قَالَ ابْن حمدان: «كَانَ شيخ حران، ومدرسها، وخطيبها ومفسرها، مغري بالوعظ والتفسير، مواظبًا عليهما.»
- قَالَ المنذري: «كَانَ عارفا بالتفسير، وَلَهُ خطب مشهورة، وشعر، ومختصر فِي الفقه. وَكَانَ مقدما فِي بلده، وتولى الخطابة بها، ودرس بها ووعظ، وحدث ببغداد وحران، ولنا منه إجازة. وَكَانَ الشيخ فخر الدين قَدْ وعظ ببغداد فِي مدة اشتغاله بها برباط ابْن النقال، ثُمَّ حج سنة أربع وستمائة، وكتب مَعَهُ مظفر الدين صاحب أربل كتاباً إلى الخلفة الناصر بالوصية بِهِ، فلما رجع من مَكَّة إِلَى بغداد، سأل الجلوس بباب بحر، فأجيب إِلَى ذَلِكَ، وتقدم إِلَى محيي الدين يُوسُف بْن الجوزي بالحضور، وَكَانَ يعظ بِذَلِكَ المكان موضع أَبِيهِ، فحضر، وقعد عَلَى دكة المحتسب بباب بدر، وحضر خلق كثير، ووعظ الشيخ فخر الدين، وأنشد فِي أثناء المجلس:

».

## تصانيفه
له تصانيف منها:
- كتاب التفسير الكبير، يتكون أكثر من ثلاثين مجلد.
- الموضح في الفرائض.
- رسالة في مسألة خلود أهل البدع المحكوم بكفرهم في النار. وأرسل ابن قدامة رسالة للفخر يعتب فيها على رأيه في هذا الكتاب.
- بلغة الساغب، كتاب في الفقه.[4]
- ترغيب القاصد، كتاب في الفقه.
- مختصر في المذهب.
- النظم والنثر.
- تخليص المطلب في تخليص المذهب، وهو كتاب في الفقه.
- شرح الهداية.
- ديوان الخطب الجمعية، شعر.